# Novaki Bistranski
Novaki Bistranski är en ort i Kroatien.   Den ligger i länet Zagrebs län, i den norra delen av landet, 12 km nordväst om huvudstaden Zagreb. Novaki Bistranski ligger 200 meter över havet och antalet invånare är 777.
Terrängen runt Novaki Bistranski är kuperad åt sydost, men åt nordväst är den platt. Terrängen runt Novaki Bistranski sluttar västerut. Runt Novaki Bistranski är det ganska glesbefolkat, med 24 invånare per kvadratkilometer. Närmaste större samhälle är Zagreb - Centar, 11,6 km sydost om Novaki Bistranski. I omgivningarna runt Novaki Bistranski växer i huvudsak lövfällande lövskog.